# Classe Orion (couraçados)
O Classe Orion foi uma classe de couraçados operada pela Marinha Real Britânica, composta pelo HMS Orion, HMS Monarch, HMS Conqueror e HMS Thunderer. Suas construções começaram em 1909 e 1910 no Estaleiro Real de Portsmouth, Armstrong Whitworth e William Beardmore and Co. e Thames Ironworks, sendo lançados ao mar em 1910 e 1911 e comissionados na frota em 1912. Seu projeto era um desenho novo que foi criado para acomodar blindagem adicional e os maiores canhões de 343 milímetros, que foram arranjados pela primeira vez em um navio britânico em torres de artilharia posicionadas na linha central, com uma sobreposta a outra na proa e na popa.
Os couraçados da Classe Orion eram armados com uma bateria principal composta por dez canhões de 343 milímetros montados em cinco torres de artilharia duplas. Tinham um comprimento de fora a fora de 177 metros, boca de 27 metros, calado de nove metros e um deslocamento carregado de 26 mil toneladas. Seus sistemas de propulsão eram compostos por dezoito caldeiras mistas de carvão e óleo combustível que alimentavam dois conjuntos de turbinas a vapor, que por sua vez giravam quatro hélices até uma velocidade máxima de 21 nós (39 quilômetros por hora). Os navios também tinham um cinturão principal de blindagem que ficava entre 203 e 305 milímetros de espessura.
As embarcações serviram na Grande Frota na Primeira Guerra Mundial, porém pouco atuaram e passaram a maior parte de seu tempo em treinamentos e patrulhas. Sua única ação foi em 1916, quando participaram da Batalha da Jutlândia contra a Frota de Alto-Mar alemã. Foram todos tirados de serviço ao final do conflito, mas o Monarch e o Thunderer acabaram brevemente recomissionados em 1920 para transportarem tropas até o Mar Mediterrâneo. O Orion e o Thunderer foram então usados como navios-escola. O Orion e o Conqueror foram desmontados em 1922, já o Thunderer em 1926. O Monarch foi afundado como alvo de tiro em 1925 em testes de armamentos.